# جيولوجيا جبال الهمالايا

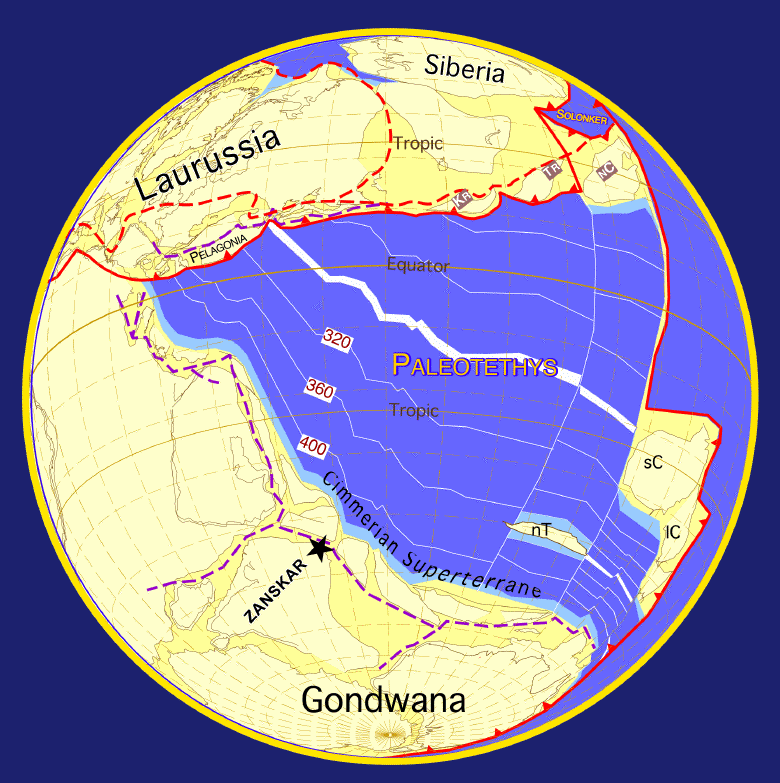

تعتبر جيولوجيا جبال الهيمالايا سجلاً من أكثر الإبداعات دراماتيكية وضوحا للقوى التكتونية الحديثة. جبال الهيمالايا، التي تمتد على مدى 2400 كم بين تركيب
نامتة بروة في التبت وهندسة النانغا باربات في الهند، هي نتيجة لتكون جبال مستمر نتيجة الاصطدام بين صفيحتين تكوتونييتين قارييتين. تم تشكيل هذه السلسلة الجبلية الهائلة من قبل القوى التكتونية والنحت من قبل عمليتي الحت والتعرية. توفر منطقة هيمالايا - التبت المياه العذبة لأكثر من خُمس سكان العالم، وتمثل ربع الميزانية الرسوبية العالمية.من الناحية الطبوغرافية، يتميز الحزام بالعديد من الخصائص: أعلى معدل ارتفاع (حوالي 10 ملم في السنة في نانغوباربا).ارتفاعها (8848 م في جبل إيفرست تشومولانغما)، من بين أعلى معدلات التعرية عند 2-12 ملم / سنة،3 مصدر بعض أكبر الأنهار وأعلى تركيز للأنهار الجليدية خارج المناطق القطبية. ومن هذه الميزة الاخير حصل الهمالايا على اسمه، نشأت من السنسكريتية «مسكن الثلج».

## نشأة جبال الهمالايا
المقال الرئيسي :جبال الهمالايا ما قبل التصادم
خلال اواخر فترة ما قبل الكامبري وحقبة الدهر القديم كانت شبه القارة الهندية التي تحدها إلى الشمال من قبل قبيلة الكيميريون (قبيلة هندية أوروبية تعيش شمال القوقاز وبحر ازوف) وكانت جزء من غندوانا التي التي فصلت عن اوراسيا بمحيط التيثس.خلال تلك الفترة، تأثر الجزء الشمالي من الهند بمرحلة متأخرة من الجذور الإفريقية التي تتميز بعدم التناغم بين التكتلات القارية الأوردوفية والرواسب البحرية الكامبريية الكامنة. العديد من التطفلات الجرانيتية التي ترجع إلى حوالي 500 مليون تنسب إلى هذا الحدث.في أوائل العصر الكربوني، كانت مرحلة مبكرة من التصدع قد تطورت بين القارة الهندية ووقبيلة الكيميريون.خلال العصر البرمي المبكر، تطور هذا الصدع إلى محيط نيو تيثيس.ومنذ ذلك الوقت، انجرفت اراضي الكيميريون بعيدًا عن جندوانا باتجاه الشمال.
في الوقت الحاضر، تتكون إيران وأفغانستان والتبت جزئيا من هذه الأراضي.في النوريان _العصر الجيولوجي الترياسي_(210 م)، انقسمت حلقة كبيرة من حالات التصدع في جندوانا في جزأين.أصبحت القارة الهندية جزءًا من شرق جندوانا، جنبًا إلى جنب مع أستراليا وأنتاركتيكا. ومع ذلك، حدث فصل شرق وغرب غندوانا، جنبا إلى جنب مع تشكيل القشرة المحيطية، في وقت لاحق، في الكلافجن_مرحلة في العصر الجوراسي الأوسط_(160_ma155).ثم انفصلت الصفيحة الهندية عن أستراليا والقارة القطبية الجنوبية في العصر الطباشيري المبكر (130-125 م) مع افتتاح «جنوب المحيط الهندي»
في العصر الطباشيري العلوي (84 ma)، بدأت الصفيحة الهندية في الانجراف نحو الشمال بسرعة كبيرة تغطي مسافة حوالي 6000 كم.مع استمرار الانجراف المحيطي - المحيطي حتى الإغلاق النهائي للحوض المحيطي واختطاف ophiolite المحيطي إلى الهند وبداية التفاعل التكتوني القارة - القارات بدءا من حوالي 65 ما في وسط جبال الهيمالايا.[5] إن تغيير السرعة النسبية بين الألواح الهندية والآسيوية من سريع جداً (18-19.5 سم / سنة) إلى اسرع (4.5 سم / سنة) عند حوالي 55 متر [6] هو دعم لظروف للتصادم في ذلك الوقت. منذ ذلك الحين كان هناك حوالي 2500 كم من تقصير قشور الهند ودورانها بمقدار 45 درجة في اتجاه عقارب الساعة في شمال غرب الهيمالايا إلى 10 ° -15 ° عكس اتجاه عقارب الساعة في شمال وسط نيبال نسبة إلى آسيا
في حين أن معظم القشرة المحيطية كانت «بسيطة» تندرج تحت الكتلة التبتية خلال الحركة الشمالية للهند، فقد تم وضع ثلاث آليات رئيسية على الأقل، إما بشكل منفصل أو مشترك، لشرح ما حدث، منذ الاصطدام، إلى 2500 كم:«القشرة القارية المفقودة».:
*وتدعو الآلية الأولى أيضا إلى انزلاق الصفيحة الهندية القارية اسفل التبت
*ثانياً، آلية الانبساط أو الهروب من التكتونية (Molnar & Tapponnier 1975) التي ترى الصحيفة الهندية كمدخل يضغط على كتلة الهند الصينية بعيدا عن طريقة